# Dallas Mavericks
Dallas Mavericks (ook wel de Mavs genoemd) is het NBA basketbal team van de stad Dallas, Texas. De eerste Belgische speler in de NBA, Didier Ilunga Mbenga, speelde voor de club.
De Mavs werken hun thuismatchen af in American Airlines Center en de eigenaar van de club is Mark Cuban.
In het seizoen 2005-'06 speelden ze voor het eerst de finale in de play-offs tegen de Miami Heat. Na de eerste 2 wedstrijden gewonnen te hebben, verloren ze de 4 volgende, waardoor de Heat kampioen werden. In 2010-'11 kregen de 'Mavs een herkansing. Na de eerste vier wedstrijden evenredig verdeeld te hebben, wonnen de Mavericks de derde wedstrijd in Dallas en werd in de zesde wedstrijd dankzij een overwinning in Miami de eerste titel uit de clubhistorie behaald.

## Statistieken
Overzicht per seizoen sinds het begin van de franchiseperiode:
| Seizoen   | Gewonnen | Verloren | %    |
| --------- | -------- | -------- | ---- |
| 1980-'81  | 15       | 67       | .183 |
| 1981-'82  | 28       | 54       | .341 |
| 1982-'83  | 38       | 44       | .463 |
| 1983-'84  | 43       | 39       | .524 |
| 1984-'85  | 44       | 38       | .537 |
| 1985-'86  | 44       | 38       | .537 |
| 1986-'87  | 55       | 27       | .671 |
| 1987-'88  | 53       | 29       | .646 |
| 1988-'89  | 38       | 54       | .463 |
| 1989-'90  | 47       | 35       | .573 |
| 1990-'91  | 28       | 54       | .341 |
| 1992-'93  | 11       | 71       | .134 |
| 1993-'94  | 13       | 69       | .159 |
| 1994-'95  | 36       | 46       | .439 |
| 1995-'96  | 26       | 56       | .317 |
| 1996-'97  | 24       | 58       | .293 |
| 1997-'98  | 20       | 62       | .244 |
| 1998-'99  | 14       | 36       | .280 |
| 1999-2000 | 40       | 42       | .488 |
| 2000-'01  | 53       | 29       | .646 |
| 2001-'02  | 57       | 25       | .695 |
| 2002-'03  | 60       | 22       | .732 |
| 2003-'04  | 52       | 30       | .634 |
| 2004-'05  | 58       | 24       | .707 |
| 2005-'06  | 60       | 22       | .732 |
| 2006-'07  | 67       | 15       | .817 |
| 2007-'08  | 51       | 31       | .622 |
| 2008-'09  | 50       | 32       | .610 |
| 2009-'10  | 55       | 27       | .671 |
| 2010-'11  | 57       | 25       | .695 |

## Erelijst
- NBA Champions  (1x): 2011

- Western Conference Champions  (3x): 2006, 2011, 2024

- Southwest Division Champions  (4x) : 1987, 2007, 2010, 2021, 2024